# Единый стандарт отчётности
Единый стандарт отчётности или общий стандарт отчётности — стандарт автоматического обмена налоговой и финансовой информацией (Standard for Automatic Exchange of Financial Account Information, или AEOI), разработанный ОЭСР в 2014 и созданный по образцу международных соглашений по американскому закону FATCA с юридической основой в виде Конвенции о взаимной административной помощи по налоговым делам. 
До 2014 года большинство стран обменивались информацией об активах, доходах и налогах на международном уровне по запросу, что являлось неэффективным для предотвращения уклонения от уплаты налогов. В число стран, поддержавших в мае 2014 года единый стандарт отчетности (CRS), или соглашение об автоматическом обмене информацией для целей налогообложения, вошли все 34 страны ОЭСР, а также Аргентина, Бразилия, Китай, Колумбия, Коста-Рика, Индия, Индонезия, Латвия, Литва, Малайзия, Саудовская Аравия, Сингапур и ЮАР.
Имплементация CRS возможна либо через Многостороннее соглашение компетентных органов об автоматическом обмене финансовой информацией (CRS MCAA), либо через двусторонние TIEA о CRS.